# Schildau
Schildau è una frazione della città tedesca di Belgern-Schildau.